# 浜中湾
座標: 北緯43度06分48秒 東経145度08分09秒 / 北緯43.11333度 東経145.13583度

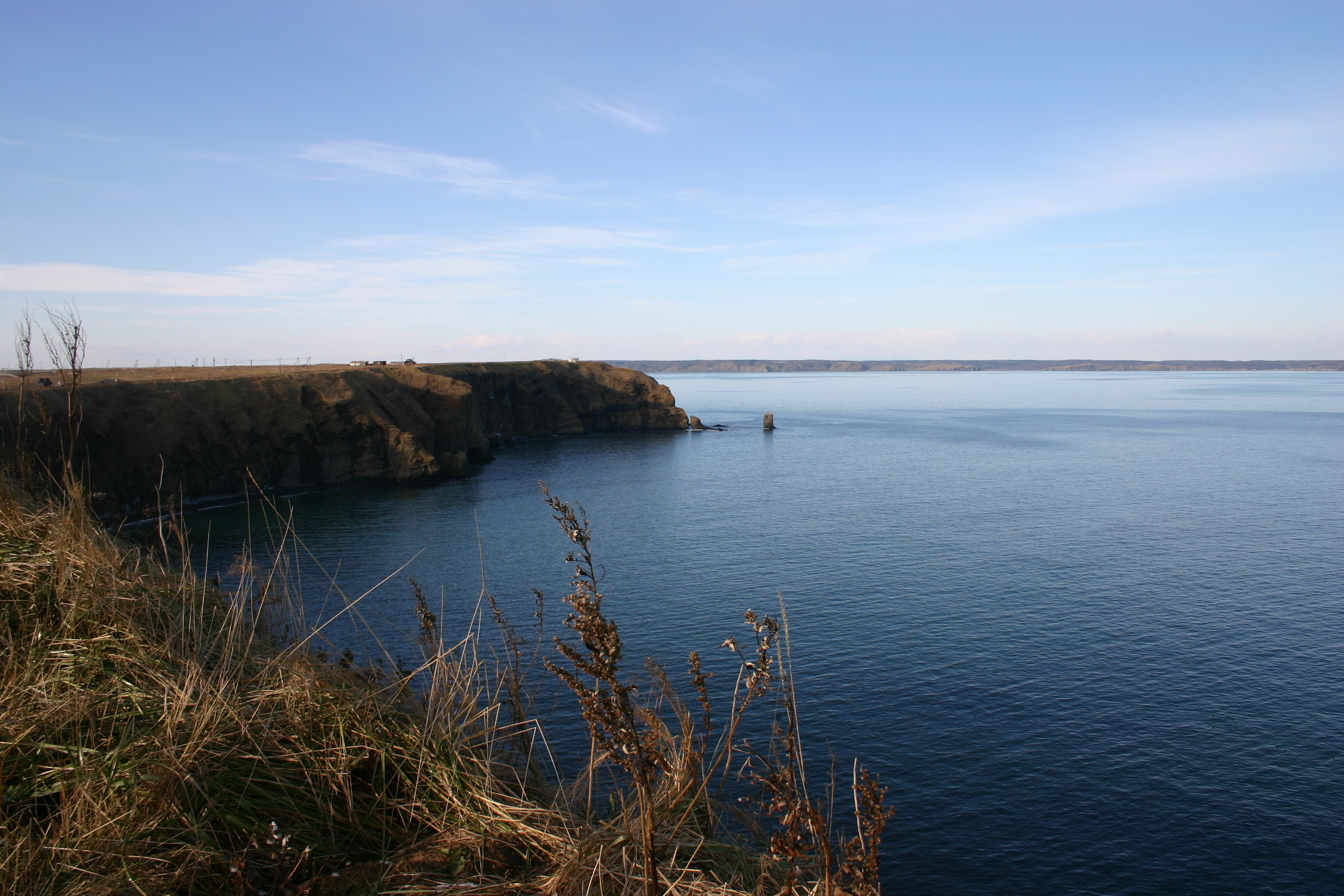
浜中湾

浜中湾（はまなかわん）は北海道東部にある厚岸道立自然公園に属する湾で、南東に開け太平洋に面している。
湾口の幅は約6km、奥行きは約5kmと浅く開けた湾である。北岸および南岸の霧多布半島先端は崖地であるが、西岸は霧多布湿原と分ける砂州であり約4km続く砂浜海岸となっている。大きな河川の流入は無く、幌戸川などの小河川が流入しているのみである。南岸には浜中町霧多布の市街地があり、霧多布港がある。なお、霧多布半島基部の砂州は1960年のチリ地震津波により流出し、水道となった。ここには1972年に霧多布大橋が架けられている。